# 莉莉·迪克
莉莉·迪克（英語：Lily Dick，1999年12月26日—），澳大利亚女子橄榄球运动员。她曾代表澳大利亚七人制国家队参加2022年英联邦运动会七人制橄榄球比赛，获得一枚金牌。